# Ejército realista en América
Ejército realista en América es el término que se utiliza para describir las fuerzas de cualquier origen, en su mayoría, hispanoamericanos (principalmente pueblos indígenas), empleadas para defender la integridad y la unidad de la monarquía española frente a las revoluciones independentistas hispanoamericanas durante el primer tercio del siglo XIX.
El término realistas se popularizó en la historiografía hacia el final del conflicto, especialmente durante la restauración del régimen absolutista de Fernando VII en 1823, que perduró hasta su muerte en 1833. En España, también se denominó realistas a los defensores del Antiguo Régimen, llamados generalmente carlistas. El uso del término realistas puede extenderse a la población no beligerante o al partido realista.
Los diccionarios de la Real Academia los definen desde 1803 como regiarum partium sectator, el que en las guerras civiles sigue el partido de los reyes. En 1822 se añadió potestatis regia defensor, que defiende regalías y derechos de los reyes. En 1832 se suprimió guerra civil, y en 1869 se añadió a los partidarios de la monarquía absoluta.

## La dimensión global de la guerra en la monarquía española

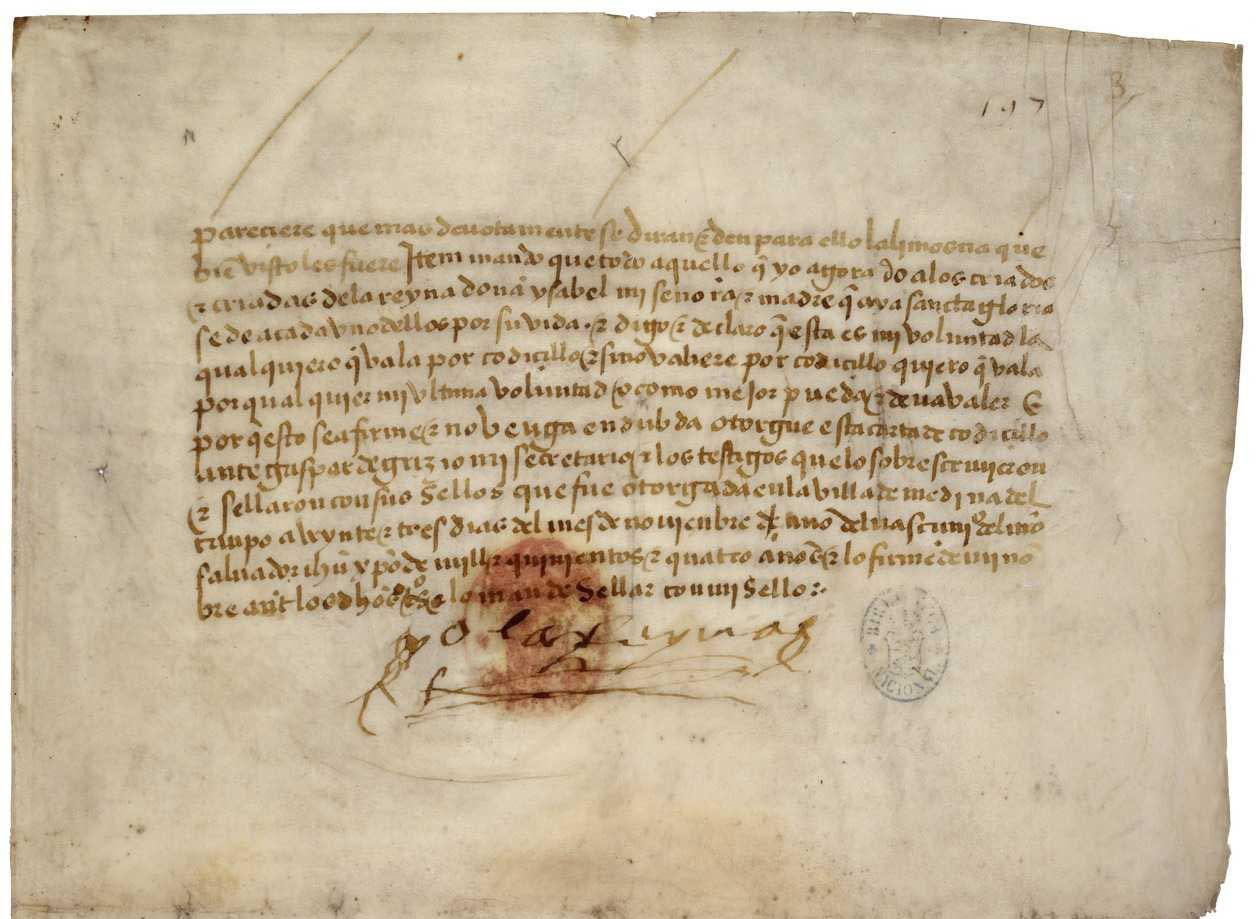
El Testamento de Isabel la Católica, dictado el 12 de octubre de 1504, tuvo carácter de ley fundamental de la monarquía, y en él se expresa el compromiso con la evangelización y la hispanización del Nuevo Mundo.

El conflicto tuvo un dimensión verdaderamente global. Tras las Abdicaciones de Bayona e instalar a la dinastía Bonaparte en el trono español, Napoleón, emperador de los franceses, se comprometió a conservar la integridad del Imperio español e intentó obtener el reconocimiento de su autoridad mediante comisionados enviados a las autoridades americanas, que fueron rechazados en todos los lugares, al tiempo que anexionaba a Francia los territorios vasco y catalán. Por su parte, el Reino Unido, mediante el Tratado Apodaca-Canning, reconoció a Fernando VII como rey legítimo en ausencia y se comprometió a apoyar la guerra contra Napoleón en la península ibérica. A cambio, recibió numerario, préstamos y donativos enviados desde Hispanoamérica a España, con los cuales se financiaron en buena parte los esfuerzos bélicos en la península Ibérica.
Desde el año 1808, las campañas terrestres de la guerra americana, debido a la enorme amplitud geográfica de los dominios de la monarquía, se desarrollaron en extensas zonas del continente, incluyendo territorios como la Florida española y diversas islas cercanas al litoral, como la Isla de Margarita o Chiloé en América del Sur, así como Galveston o Haití en América del Norte y el Caribe. También la propia península ibérica fue escenario de conflictos y motines, entre los que destaca la rebelión de la gran expedición de Ultramar.
La logística de las expediciones y los combates navales adquirieron un alcance global, abarcando desde las islas de Cuba y Puerto Rico, pasando por las islas Canarias y los puertos de la península ibérica, hasta las Filipinas. Los corsarios que operaban desde los puertos de los Estados Unidos fueron los más numerosos, mientras que los puertos del Reino Unido y de España sirvieron como punto de partida de las principales expediciones europeas, tanto realistas como independentistas. Los Estados Unidos fueron el punto de partida de expediciones insurgentes dirigidas contra Texas y la Florida españolas.La Banda Oriental fue tomada por la Invasión lusobrasileña, que consolidó el avance del Reino Unido de Portugal, Brasil y Algarve sobre el territorio.
Desde el punto de vista político, el conflicto combinó un profundo carácter de guerra civil con una dimensión internacional, con la intervención directa o indirecta de las principales potencias globales. La participación oficial de los países europeos se limitó a la defensa de la península ibérica frente a la invasión napoleónica y a la restauración del absolutismo con el retorno de Fernando VII al trono. En lo relativo a los dominios americanos de la monarquía, las potencias extranjeras mantuvieron una apariencia de neutralidad, aunque permitieron e incluso fomentaron las actividades de empresas privadas dedicadas a la contratación de mercenarios y voluntarios extranjeros para los ejércitos independentistas. Tanto el Reino Unido como los Estados Unidos de América ofrecieron apoyo logístico, facilitaron el comercio de armas y pertrechos, y autorizaron la salida de corsarios y expedicionarios desde sus puertos. Además, ambos países actuaron como las primeras potencias en reconocer, de facto o de iure, a los nuevos estados americanos, consolidando así su separación de la monarquía española. En el plano naval, la entrega de patentes de corso en puertos de diversas regiones de América por parte de ambos bandos convirtió el mar en un escenario globalizado del conflicto, con corsarios operando en nombre de las distintas facciones a lo largo y ancho del Imperio español y sus rutas marítimas.

## La revolución liberal en la Monarquía española

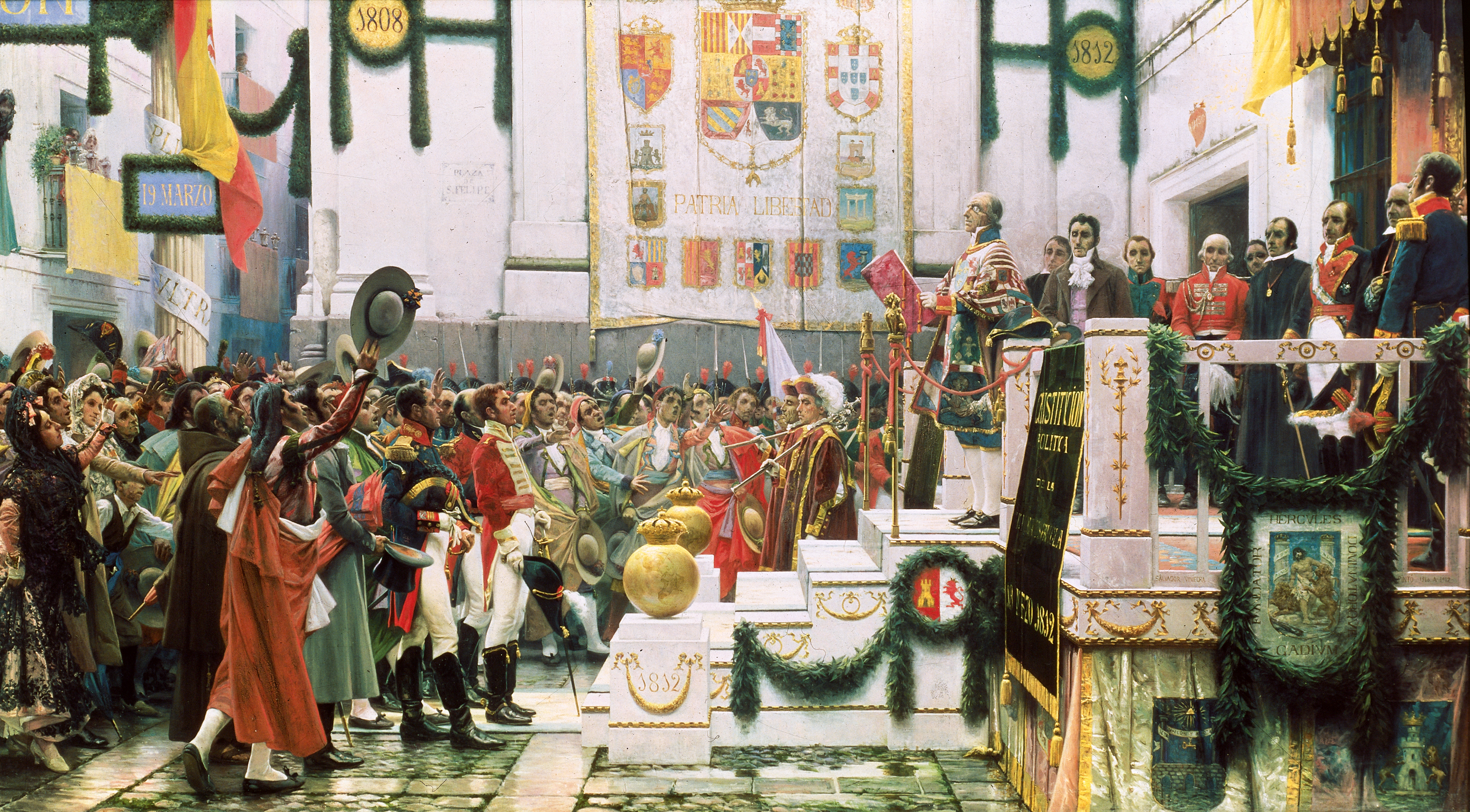
Constitución de Cádiz, La promulgación de la Constitución de 1812 obra de Salvador Viniegra (Museo de las Cortes de Cádiz).

A principios del siglo XIX la monarquía española y sus defensores se vieron sacudidos por las Abdicaciones de Bayona de los reyes de España y la eclosión de la revolución liberal en el mundo hispánico. Esto tuvo lugar a través de dos procesos políticos que ocurrieron al mismo tiempo, el proceso constituyente español y la independencia hispanoamericana. Ambos condujeron a la creación de nuevos  Estado nación, marcando el comienzo del fin del absolutismo y la ruptura violenta de la unidad política del mundo hispánico.
El sentido patrimonial de la unión de distintos Reinos -tanto europeos como de Ultramar- bajo una misma corona, denominado Reino de España e Indias y gobernado por una dinastía absolutista, intentó mantenerse en apariencia mediante el Estatuto de Bayona de 1808, que impuso un estado liberal subordinado al poder napoleónico, pero fue rechazado tanto en la península como en América.
Este modelo de unión plural terminó con el surgimiento del Estado nación, que reformó la monarquía. En 1810, las Cortes de Cádiz proclamaron una autoridad centralizada y una legalidad común bajo el nombre de Reino de las Españas. Esta reformulación provocó el estallido de los movimientos de independencia en América. El proceso fue interrumpida por un tiempo en la península por la restauración absolutista, que anuló la Constitución de Cádiz, aunque no logró evitar la separación definitiva de los nuevos estados americanos. 
La Junta Suprema Central, había sido obedecida por las juntas formadas desde 1808 en España y América, pero ante los avances de Napoleón en 1810, termina refugiada en Cádiz, y se disuelve, dando paso a la formación de la Regencia de España e Indias y la formación de las Cortes de Cádiz en 1810. La legitimidad de la Regencia ya no fue reconocida por las juntas americanas, y viceversa, las juntas tratadas de insurgentes. Las Cortes procedieron a la abolición de los antiguos reinos, y pretendían tener la soberanía de la península y de los territorios americanos, y nombraba en Cádiz, sitiada por Napoleón, diputados suplentes para América. En sentido contrario las juntas americanas rechazaban la soberanía de la España europea, y la obediencia frente a cualquier gobierno español o francés, y fundamentaban su propio autogobierno en base la retroversión de la soberanía y las leyes tradicionales de Siete Partidas, justificándolas en la renuncia del rey en Bayona 1808. 
Inicialmente, casi todas las juntas americanas proclamaron su lealtad a la dinastía Borbón de Fernando VII, prisionero de Napoleón, pero bajo monarquías independientes, como la llevada a la práctica en el Primer Imperio mexicano o en distintos proyectos independentistas de América del sur. También hubo propuestas de monarquías bajo otras dinastías europeas en el caso de Perú, o de una monarquía incaica, como en Argentina. En todas ellas se trató en todo caso de formas monárquicas que además de liberales tampoco renunciaban a la independencia, el eje del conflicto. También hubo proyectos americanos para apoyar la restauración del régimen constitucional en la península, con el objetivo de debilitar el esfuerzo militar español. En cualquier caso lmanteniendo la independencia de los nuevos estados hispanoamericanos. La radicalización de posturas resultó en un conflicto militar que derivó en las declaraciones de independencia y el triunfo en el seno del juntismo americano de las ideas republicanas venidas de las revoluciones francesa y estadounidense.

## El conflicto civil en los dominios de la monarquía española

Rebelión del ejército de ultramar en la Revolución de 1820.

En la península la monarquía española que gobernaba a través de un régimen de absolutismo fue abatida en 1808 por Napoleón, y desde 1812 controlada por los españoles partidarios de establecer una monarquía constitucional. La defensa de la monarquía española en América había quedado casi a sus propios medios locales, con auxilios esporádicos de Europa, hasta que Fernando VII y los partidarios del absolutismo, tras recuperar el gobierno en 1815, llevaron adelante acciones de verdadera envergadura, pero aisladas, como la primera expedición de ultramar de unos diez mil españoles, que bajo el mando de Pablo Morillo tenían como objetivo reprimir la insurrección hispanoamericana y alejar el peligro de los propios militares liberales de España.
Sin embargo, en 1820, una segunda expedición a ultramar de unos veinte mil soldados, organizada en Cádiz por Enrique José O'Donnell, nunca llegó a zarpar, ya que fue sublevada contra el propio Fernando VII y a favor del Trienio Liberal. Esta insurrección no pudo ser contenida por la autoridad en Andalucía, representada por el antiguo virrey de Nueva España, don Félix María Calleja del Rey. A continuación, el nuevo gobierno liberal suspendió todo auxilio a los realistas, paralizó unilateralmente las operaciones militares y envió negociadores a los líderes independentistas americanos, sin obtener resultado alguno. Esta actitud se convirtió, de facto, en una renuncia a los territorios de ultramar aún en conflicto. El año 1820 marcó así el inicio del declive definitivo del bando realista.
Socialmente ambas posiciones enfrentadas, realista e independentistas, tuvieron una trascendencia incierta para los súbditos de la monarquía. En España se empleó el reclutamiento indiscriminado para las expediciones, en general forzoso por leva o quinta (sorteo). Para la movilización americana se apeló al fidelismo de comunidades nativas americanas enfrentadas a los estados nacientes, a las mejoras sociales o promesas de ellas, por parte de unos y otros, a los amerindios y las diferentes castas coloniales mestizas, como mulatos («pardos»), cholos, etc., y hasta la leva de esclavos africanos. Los potentados criollos de origen europeo dieron su apoyo a la causa realista, o independentista, en relación con el posicionamiento comercial de cada región, y que podía estar circunscrita a ciudades pobladas o intendencias, o incluir globalmente un virreinato. La Iglesia estaba dividida, el bajo clero era el motor de una verdadera revolución social en el primer movimiento insurgente de México, mientras que la mayoría de los obispos «permanecieron más partidarios del rey que de los nuevos gobiernos» debido al patronato en cabeza del rey de España.
Decisivo para el desarrollo de la guerra fue que el Virreinato del Perú, en lugar de colapsar como sus pares rioplatense o neogranadino, se convirtió en el principal núcleo de las fuerzas realistas en Sudamérica, permitiendo que para 1815-1816 la mayoría de las provincias limítrofes a este virreinato volviera al poder monárquico.
El gobierno del virrey José Fernando de Abascal derrotó con fuerzas autóctonas a todos los movimientos revolucionarios en el Perú. Un conflicto similar ocurría en otras regiones dentro y fuera de la influencia de la esfera peruana: Coro, Maracaibo, Cumaná, llaneros de la cuenca del Orinoco, Santa Marta, Panamá, Popayán, Pasto, Riohacha, Cuenca, Riobamba, Guayaquil, Montevideo, Potosí, los enclaves semiautónomos de Chiloé y Valdivia, Talcahuano, Concepción, Chillán y los butalmapus mapuches. También se sostuvieron con solidez los gobiernos de Nueva España, Cuba, Puerto Rico y Cádiz.
Las primeras etapas del conflicto fueron guerras entre las ciudades que se convirtieron en focos revolucionarios que pretendían extender sus ideas por el continente, y los núcleos leales a las autoridades nombradas desde Cádiz y que pretendían impedir dicha expansión y suprimir esos amagos rebeldes. Las pocas guarniciones o la escasa llegada de refuerzos peninsulares significó que los años iniciales de guerra fueran librados principalmente entre milicias leales primero a su ciudad natal, mal armadas e indisciplinadas; la posterior llegada de contingentes europeos y armamento angloamericano reforzó la organización de los ejércitos nacionales.

## Ejército realista
El ejército realista no era el ejército virreinal del Imperio español; no tuvo la misma misión ni la organización que tenía ese ejército durante la época de los virreinatos, que iba dirigida a la defensa frente a potencias enemigas del exterior. Sin embargo el ejército virreinal tenía un fuerte carácter doméstico, americano, formado por tropas locales de la ciudad en un 80%, y por oficiales afincados en el país, comprometidos con la élite del lugar.
El ejército borbónico desapareció en España en el año 1808, construyéndose durante la guerra peninsular una fuerza totalmente nueva para enfrentarse a Napoleón en España y servir en ultramar. Al iniciarse las revoluciones hispanoamericanas el ejército colonial español se desintegró y grandes sectores del mismo se integraron a los ejércitos independentistas y dependieron de las juntas de gobierno americanas. Los batallones coloniales se comportaron en función del apoyo de las élites locales a favor de una Junta o del Virrey.
El ejército realista en América fue una organización improvisada, surgida de la reacción de los defensores de la monarquía española, que sólo reconocían la autoridad del rey español a través de los virreyes y las autoridades instaladas en España, y tuvo como fin intentar detener el proceso de independencia de las colonias americanas. La mayor parte de las agrupaciones militares realistas fueron entonces de nueva creación y se formaron por unidades americanas nuevas en su mayoría, por unidades recicladas del desarticulado ejército colonial americano que permanecían leales y por unidades expedicionarias formadas en España ad hoc, que a su vez mantendrán su continuidad únicamente por reemplazos de americanos.
En el año 1820 el número de españoles peninsulares combatiendo en América llegaba a 9.954 hombres y a partir de 1820 el gobierno español no envió más expedicionarios desde Europa para reforzar el ejército realista. Morillo en Costa Firme tenía 2000 europeos bajo su mando. En diciembre de 1821 se reembarcaban desde México hacia la península ibérica 492 oficiales y 3.699 sargentos cabos y soldados europeos que habían formado parte del desmembrado el Ejército Realista en Nueva España.
El virreinato del Perú contaba en 1820 con una fuerza de 7000 hombres -de varios países- en su mayoría movilizados sobre el Alto Perú. Para diciembre de 1824, punto culminante de las guerras de independencia en Sudamérica, un diezmado componente europeo de apenas 1500 hombres se repartía para toda la extensión del virreinato, que comprendía los escenarios de Charcas, Chiloé y Perú.

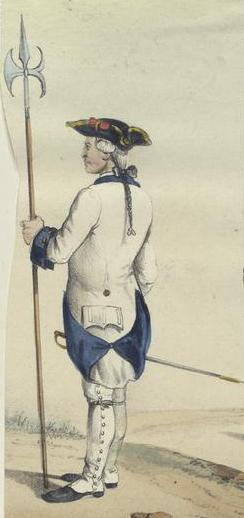
Sargento del Regimiento Saboya en 1761. El regimiento de Saboya participó en distintas expediciones al Virreinato de Nueva España en 1768 y 1813, al Virreinato de Nueva Granada en 1770 y su II batallón al Virreinato del Río de la Plata en 1776.

Tabla con las fuerzas virreinales de América del ejército borbónico de España a principios del siglo XIX (antes de la independencia hispanoamericana):
| Provincia                                                   | Regulares | Milicias | Total fuerzas |
| ----------------------------------------------------------- | --------- | -------- | ------------- |
| Capitanía General de Puerto Rico Florida española           | 9000      | 2400     | 11400         |
| Capitanía General de Cuba                                   | 2000      | 3700     | 5700          |
| Virreinato de Nueva España                                  | 7200      | 20 800   | 28 000        |
| Capitanía General de Yucatán                                | 900       | 2600     | 3500          |
| Capitanía General de Guatemala                              | 1000      | 4100     | 5100          |
| Virreinato de Nueva Granada                                 | 2000      | 9000     | 11 000        |
| Capitanía General de Venezuela                              | 1500      | 9000     | 10 500        |
| Virreinato del Perú                                         | 2600      | 43 800   | 46 400        |
| Capitanía General de Chile                                  | 1550      | 4500     | 6050          |
| Virreinato del Río de la Plata                              | 3000      | 17 000   | 20 000        |
| Capitanía General de las Filipinas                          | 1500      | 11 000   | 12 500        |
| Total de Mario Pereyra                                      | 24 750    | 127 900  | 152 650       |
| Virrenato de Nueva España                                   | 10 000    | 20 000   | 30 000        |
| Isla de Cuba                                                | 2680      | 21 831   | 24 511        |
| Virreinato de Nueva Granada                                 | 3600      | 8400     | 12 000        |
| Capitanía General de Venezuela. Virreinato de Nueva Granada |           |          | 11 900        |
| Virreinato del Perú                                         | 12 000    | 49 000   | 61 000        |
| Total de Alexander von Humboldt                             |           |          | 139 411       |
| Nueva España                                                | 9500      | 24 000   | 33 500        |
| Guatemala                                                   | 1083      | 7560     | 8643          |
| Yucatán                                                     |           |          | 2000          |
| Cuba                                                        |           |          | 1.560         |
| Florida                                                     |           |          | 2000          |
| Puerto Rico                                                 |           |          | 4400          |
| Venezuela                                                   |           |          | 9000          |
| Nueva Granada                                               |           |          | 11 000        |
| Perú                                                        |           |          | 11 200        |
| Chile                                                       |           |          | 3550          |
| Río de la Plata                                             |           |          | 21 000        |
| Filipinas                                                   |           |          | 12 000        |
| Total del Niles' Register                                   |           |          | 129 053       |

Los cuerpos de línea al momento de comenzar el conflicto estaban concentrados, en el caso novohispano, en México, Tlaxcala, Córdoba, Toluca, Guanajuato, San Luis Potosí, Oaxaca, Valladolid, Puebla, Querétaro y Veracruz, apoyados por los poco eficaces cuerpos de milicianos. Otros territorios de la corona madrileña también poseían poderosas guarniciones regulares, especialmente la estratégica isla de Cuba, con varios regimientos de infantería, artillería e oficiales ingenieros. El vital puerto de Cartagena de Indias tenía un regimiento de infantería, dos compañías de artillería e ingenieros. El Callao dos compañías de infantes, otra de artilleros e ingenieros. Montevideo un regimiento de refuerzo formado por tres compañías (una de artillería). Santafé de Bogotá dos compañías, un batallón de infantería y otra compañía pero de artilleros. Buenos Aires un batallón de infantería, ingenieros y un escuadrón de dragones. Talcahuano ocho escuadrones de dragones, un batallón de infantería y una compañía de artillería. Puerto Rico y Santo Domingo varios regimientos de infantes e ingenieros. La Guaira una compañía de artillería e ingenieros; Guayaquil un batallón de infantería; isla Margarita una compañía de infantería; Maracaibo cuatro, Guayana y Cumaná tres, Quito cuatro, Popayán una, Tarma una, Caracas un batallón de infantes e ingenieros, la frontera del Biobío varias compañías de artilleros e infantes, San Carlos de Chiloé dos compañías de infantes, una artillera y dragones, Valdivia un batallón de infantes, una compañía de artilleros y un escuadrón de dragones, Santiago de Chile una compañía de dragones y Valparaíso una compañía de artillería. Apostaderos de marina había en La Habana, La Guaira, Cartagena de Indias, Guayaquil, El Callao, Buenos Aires y Montevideo.

### Componentes americanos y europeos
Por su origen se puede clasificar dos grandes clases de unidades dentro del ejército realista, las unidades creadas en América y las unidades creadas en la península. Por su número los americanos formaron la inmensa mayoría del conjunto del ejército realista, en palabras de estudiosos del ejército realista, superando el noventa por cien de las tropas como porcentaje, pero su proporción en los mandos superiores se reducía, según el origen de la unidad, siendo españoles peninsulares casi el cien por ciento de los virreyes, exceptuando a D.Francisco Montalvo, virrey de Nueva Granada, y D. Pío Tristán, el último jefe de gobierno del virreinato del Perú. La población de españoles peninsulares en las colonias americanas a fines del siglo XVIII, era de 150 000 personas, cifra inferior al 1% de la población total. Sin embargo, ya desde la introducción de las reformas borbónicas, la proporción de sus componentes europeo y americano no varió, y se estabilizó en torno a un 80-85% de americanos en los regimientos veteranos.

#### Unidades creadas en América

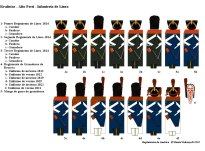
Infantería realista del Alto Perú con uniformidad clásica azul oscuro, para chaquetón largo invernal o chaqueta corta —

Las unidades creadas en América se formaban por tropas originarias americanas, y su componente social y étnico era el reflejo de su población local. Así por ejemplo, en el Virreinato del Perú, los oficiales y suboficales del Ejército Real del Perú hablaban en la lengua quechua o aimara para dirigir a las tropas amerindias ya que «La inmensa mayoría sólo hablaban su lengua nativa por lo cual los oficiales debían conocerla para poder dirigirlos». Estas tropas "del país" se movilizaron para sus respectivos teatros de guerra locales, y con raras excepciones partieron fuera de sus lugares de origen. De esta forma, y también para los independentistas, las personas identificadas con las múltiples castas de amerindios mestizos (cholos), o de negros mestizos (mulatos o pardos), junto con negros esclavos liberados fueron el grueso de la tropa realista dependiendo del predominio étnico en la población. De otra parte, por su movilidad geográfica y por su instrucción, las tropas americanas se podían dividir en unidades de milicias y unidades veteranas. Los batallones de milicias que para su mejora recibían un núcleo de instructores veteranos, a veces europeos, pasaban a denominarse milicias disciplinadas.

#### Unidades creadas en la península

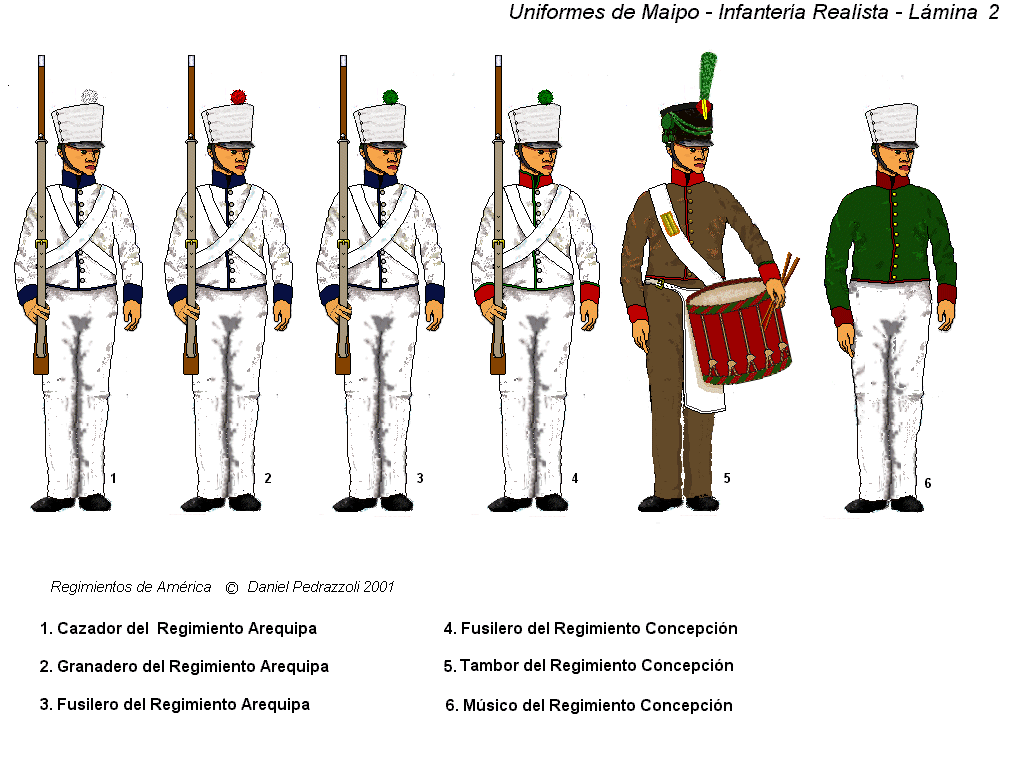
Infantería de la batalla de Maipú con uniformidad color brin (lino), repartida a los expedicionarios europeos y americanos, empleada en trópicos o climas desérticos

La monarquía española tenía bastante experiencia coordinando y financiando operaciones militares para mantener su dominio ultramarino contra otras potencias coloniales, lo había hecho con diversa suerte durante la guerra de los Siete Años, la guerra de Independencia de Estados Unidos, la guerra del Rosellón, la guerra anglo-española (1796-1802), la guerra anglo-española (1804-1809) y la guerra de la Independencia Española. Diversas expediciones fueron enviadas a pesar del caos político y la ruina económica de la guerra napoleónica, con este fin desde en Cádiz se organizó la Comisión de Reemplazos, una entidad gestionada por el comercio gaditano y el estado, y que entre 1812 y 1820 acopió más de 300 millones de reales y consiguió enviar un total de 30 expediciones para someter las revueltas americanas con una suma de 47 000 hombres (la más grande y costosa fue la expedición del general Pablo Morillo en 1815). Sin embargo únicamente 30 000 hombres alcanzaron el continente para luchar y el resto reforzaron la isla de Cuba o se perdieron. A lo largo de toda la guerra siete expediciones con más de 9000 hombres fueron enviados a México, cinco expediciones con 6000 efectivos a apoyar al Perú, la región sudamericana mejor conservada para la causa real, y otras cinco fueron a reforzar los puertos de La Habana y San Juan con 7000 soldados, principales apostaderos de la Armada española en las islas del Caribe y encrucijada de los caminos entre la metrópolis y las Indias. Sin embargo, la actitud cambio en los años siguientes, a partir de 1817 los esfuerzos de las autoridades se centrarían en preparar la expedición que se alzó encabezada por Riego. Posteriormente, a partir de 1820, las autoridades de Madrid se dedicaron principalmente a conducir las escuadras y ejércitos realistas americanos que combatían en las Indias.
En el siguiente cuadro puede apreciarse los envíos de refuerzos peninsulares a las fuerzas realistas en América. Gracias a este refuerzo fue posible a los realistas recuperar la mayor parte del territorio entre 1815 y 1820, su disminución sería clave para la derrota monárquica. También puede apreciarse los lugares que recibían mayor prioridad en la estrategia de Madrid.
| Año  | Plazas | Batallones | Destino                                       |
| ---- | ------ | ---------- | --------------------------------------------- |
| 1811 | 2034   | 3          | Montevideo y La Habana                        |
| 1812 | 5944   | 8½         | Veracruz, Montevideo y La Habana              |
| 1813 | 4564   | 6          | Veracruz, Montevideo, Puerto Cabello y Callao |
| 1815 | 12 999 | 11         | Venezuela, Panamá, Veracruz y Puerto Rico     |
| 1816 | 2063   | 3          | Panamá, Callao, Puerto Rico y La Habana       |
| 1817 | 4839   | 6          | Venezuela, Veracruz y Callao                  |
| 1818 | 1600   | 2          | Callao                                        |
| 1819 | 2200   | 2          | La Habana                                     |
| 1824 | 2400   | 2          | La Habana                                     |
| 1825 | 1400   | 1          | La Habana                                     |

Las unidades creadas en España eran las llamadas expedicionarias, pero desde su llegada al continente americano recibían un flujo continuo de tropas americanas que suplantaba sus bajas europeas, es decir, a más tiempo de llegada más americanizada se quedaba la teórica unidad expedicionaria. Por ejemplo, una conocida unidad expedicionaria, el batallón Burgos, tras el trayecto naval desde la península ibérica tuvo que completar sus filas a su llegada a puertos con un tercio de americanos, sin siquiera haber trabado combate alguno. De esta forma únicamente un cuarto del ejército real en la batalla de Maipú era europeo. A partir del año 1817 no llegaría ningún refuerzo europeo para los realistas del Perú, y desde el año 1820 para ningún lugar de América. Durante la totalidad de la guerra un número de entre cuarenta y cincuenta mil españoles europeos se embarcaron para América en varias expediciones a lo largo del conflicto, y de ellos no eran más de 30 000 los soldados europeos que combatieron en suelo continental americano. Una parte importante de ellos, 15 000 o 20 000, permanecieron guarneciendo la estratégica isla de Cuba. En el año 1820, el número españoles peninsulares combatientes en toda América no alcanzaba la cifra de diez mil hombres. En ese mismo año las unidades expedicionarias contaban, en general, con una proporción de 50% de europeos, y Pablo Morillo afirma que en esa fecha tenía unos 2.000 europeos bajo su mando. En el año 1824 únicamente 500 españoles peninsulares formaron parte del ejército realista que combatió en la batalla de Ayacucho.
Durante la primera etapa de la guerra, cuando pocas expediciones fueron enviadas, los contingentes europeos eran aún menores. Mariano Osorio reconquistó Chile en 1814 con un ejército de 5000 hombres, cuyo número había sido principalmente reclutado en Valdivia y Chiloé, mientras apenas 600 soldados y oficiales eran expedicionarios, peninsulares en su mayoría, y reclutados de Lima. El mismo año, José Tomás Boves mandaba una hueste de 7000 llaneros (más 3000 esclavos rebeldes de su lugarteniente Francisco Rosete) pero apenas 160 eran europeos, divididos en 60 a 80 soldados blancos y 40 a 45 oficiales peninsulares y criollos.
La característica que se atribuye a los soldados expedicionarios europeos es una teórica mayor lealtad que sirviera de cohesión para las unidades regulares (expedicionarias y del país). Pero por el contrario esta tropa europea era más susceptible a enfermar, y sin disciplinar eran más insubordinados que los americanos. Lo cual era extensible también para los miles de mercenarios británicos y de otras naciones europeas contratados por los independentistas para sus ejércitos.
Sobre el desempeño de las fuerzas peninsulares en el teatro de guerra en el Alto Perú en la campaña de 1817, el general realista Andrés García Camba señalaba:

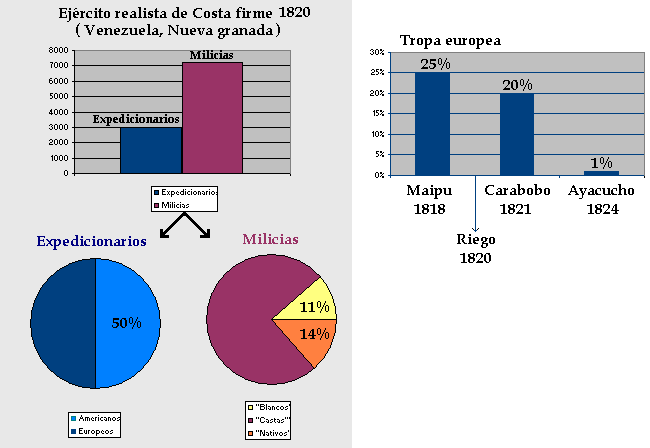
Evolución de la estructura del ejército realista.

Los cuerpos peninsulares ostentaron en todos los lances de esta activísima campaña, constante y decidido valor, mas la falta de conocimientos en esta clase de guerra enteramente nueva para ellos y el desventajoso concepto que ligeramente habían formado del enemigo varios de sus individuos, fueron la causa de algunas temeridades tan sensibles como costosas. Las tropas del país (americanas) llevaban algunas ventajas a las europeas, por la práctica que habían adquirido, por la menor impresión que les hacia la frecuente variación de temperaturas y aun por su imponderable sobriedad.
Andrés García Camba.

### Jefes del movimiento realista
La procedencia de la oficialidad también era diversa. Los españoles peninsulares ocuparon generalmente los puestos de jefes de gobierno, y también los puestos de alto rango, sobre todo de los cuerpos expedicionarios llegados de España. Los oficiales americanos que se incorporaban en América alcanzan un tercio en los mandos expedicionarios: «de los oficiales reseñados en las unidades expedicionarias, si bien la mayoría -64%- es peninsular, el resto, un tercio-35%- son americanos», lo que facilitó la continuidad de estas formaciones militares sobre la base de tropas americanas, pero implicó una pérdida de la identidad ibérica de los batallones expedicionarios.
La oficialidad independentista estaba formada en un 10% por el ejército borbónico, igualmente las Juntas de España desplazaron también a la mayoría de la oficialidad borbónica. Los oficiales del ejército colonial era en un 60 % americanos y los que eran peninsulares llevaban más de 30 años residiendo en América. Así, la oficialidad peninsular combatiendo en América en 1820 estaba formada en un 15% por hombres del ejército borbónico y un 85 % se trataba de gente que se había formado en la guerra napoleónica.
La proporción de mandos del país en las unidades americanas era mayor, ya fuesen unidades veteranas o de milicias. Se calcula que la cifra de oficiales americanos estaba en torno a unos dos tercios en los cuerpos veteranos, y casi el total de jefes era americano en los cuerpos de milicias. Tampoco faltaban americanos en el mando de ejércitos enteros, o de un teatro de guerra, como en cada caso obtuvieron Agustín de Iturbide o José Manuel de Goyeneche.

### Banderas, condecoraciones y música

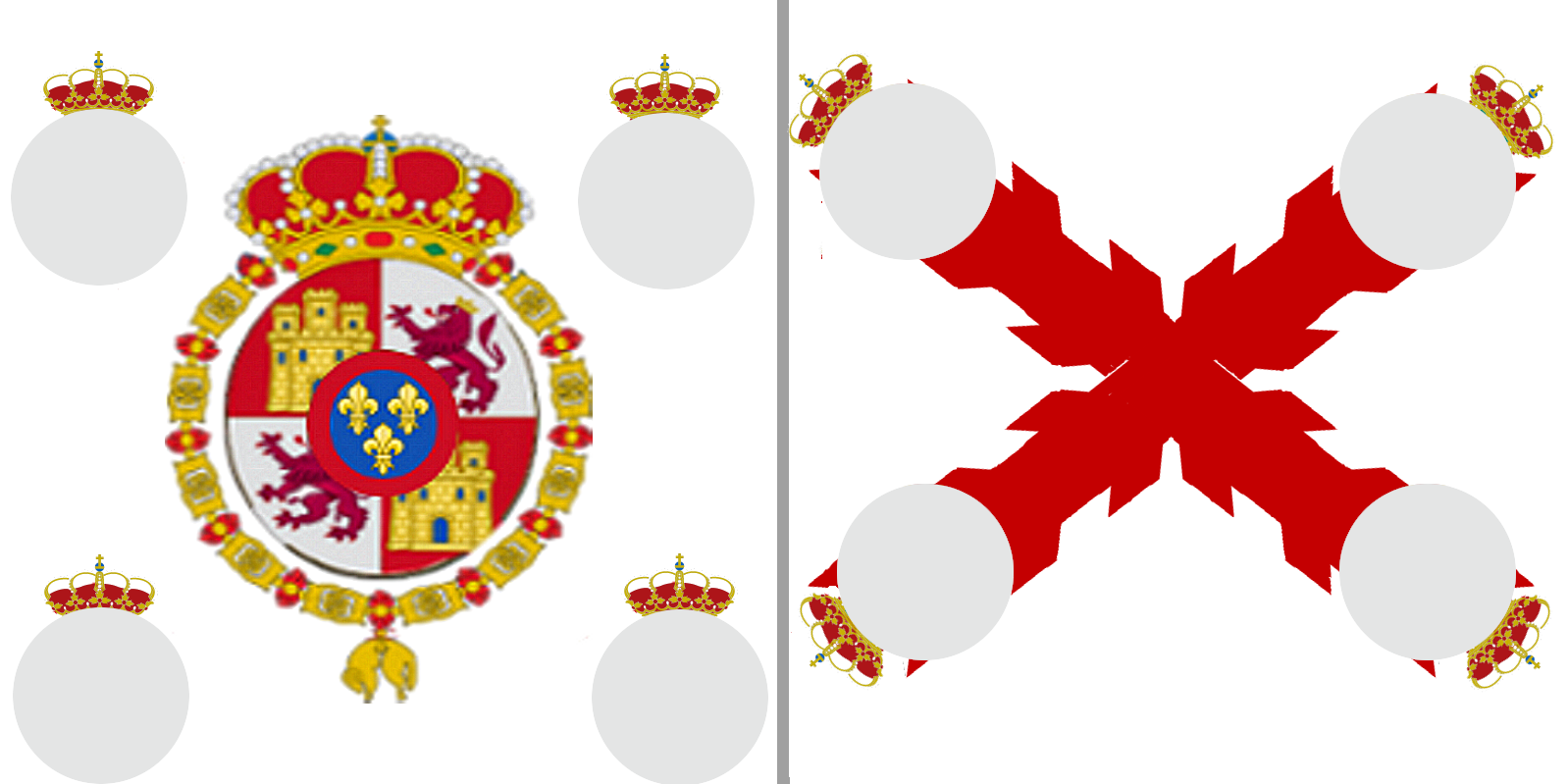
Estandartes tipo de regimiento y de batallón de la infantería realista.Lemas:«Por la Religión, la Patria y el Rey», «Viva Fernando VII».

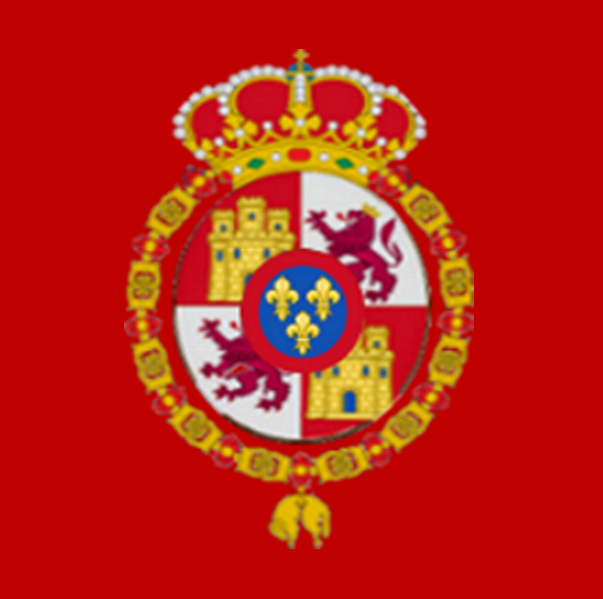
Estandarte real de la caballería realista

Las banderas de los ejércitos de la monarquía española, tanto para los batallones de infantería de línea como para los batallones ligeros, estaban representadas por la bandera Coronela, que mostraba el estandarte real y se entregaba una para cada regimiento, siendo portada por el primer batallón, y por las banderas de Ordenanza o Batallona, que mostraban la Cruz de Borgoña que portaban el segundo y tercer batallón. Todas se acompañaban de cuatro coronas con cuatro pequeños escudetes de la ciudad de origen de la unidad. A las banderas se añadían adornos y lemas. Los estandartes de caballería mostraban el escudo real en fondo carmesí.
Estas banderas fueron usadas tanto por unidades españolas como por unidades americanas. Para conservar los símbolos, cuando por cualquier razón los batallones se fundían en un único batallón del regimiento, las unidades peninsulares superponían ambas banderas una sobre la otra, mientras que las unidades americanas las ponían también en la misma bandera pero una en el anverso y otra en el reverso.
Además de lemas en las banderas, existían distintivos como colores en cintas atadas al vestido o las armas, en rojo y negro que significaban «No dar tregua», moda traída de la guerra en la península ibérica contra Napoleón, o rojo y blanco que significaban «La unión» de españoles y americanos. Se entregaban condecoraciones y medallas a los jefes y tropas realistas por los hechos notables, tanto en acciones del ejército, como de guerrilla o civiles.
Los ejércitos realistas, tanto europeos como americanos, veteranos o milicias tocaban la misma música de las reales ordenanzas (archivo mp3), y no existían toques particulares ni marchas especiales, pero las unidades expedicionarias también cantaban las canciones traídas de la Guerra de Independencia española (archivo mp3). Los cuerpos de infantería tenían plazas de pífanos y tambores. En los de infantería ligera figuraban cornetas desde 1815 en la moda traída por las unidades de Pablo Morillo. Los de caballería llevaban cornetas y tambores montados, como timbales.

### Equipo y uniforme del soldado realista

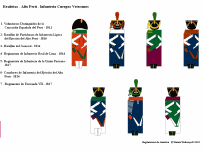
Cuerpos veteranos — Alto Perú

Desde finales del siglo XVIII la corona intentó unificar los uniformes del ejército colonial de América pero siempre con variantes locales. Pese a ello el ejército virreinal a principios del siglo XIX tenía un vestuario generalizado. Desde 1795 el estilo con uniforme de color azul era el mayoritario. La diferenciación de unidades venía dada por el distinto color de cuellos, mangas, chalecos, botones, bordados, etc.
Así, por Real Orden del año 1796 las milicias (disciplinadas y urbanas) se uniformaron «mandando que el de todas las milicias disciplinadas de Indias sea casaca (larga) azul con la vuelta, solapa y collarín (cuello) encarnado, chupa (chaqueta corta) y calzón blanco, distinguiéndose los cuerpos de infantería de los de caballería y dragones en que los primeros llevan galón de oro en el collarín y los segundos de plata. Y el de las milicias urbanas en los mismos términos y con las propias diferencias para infantería caballería y dragones con la sola distinción entre disciplinadas y urbanas de no llevar estas solapas».
Hacía 1810 todas las unidades de milicias llevaban el reglamento vigente en las guías de forasteros de Madrid. El estilo inglés que se reglamentó en España en el año 1811 pudo haber sido adoptado por unidades expedicionarias enviadas en auxilio de Montevideo o de Costa firme. Está documentado que el Talavera arribó a Chile en 1813 con la uniformidad del año 1811. Desde el año 1814 se generalizó el uso de shakó para todas las unidades, en reemplazo de los bicornios. Aunque el azul siguió siendo el color mayoritario, algunas unidades especiales, sobre todo en caballería usaron estilos más modernos y coloristas.

Escarapela de los ejércitos realistas.

Con la llegada del ejército expedicionario en 1815 llegó el estilo de uniformidad basado en reglamentación española de 1815 y que se trasladó al resto de unidades por real orden del año 1818. Se señala que únicamente los granaderos de regimientos de línea usaron el característico gorro con piel de oso. En el año 1816 y 1817 aparecen los uniformes de color brin (lino) para las campañas de verano en ultramar, modalidad no usada por el ejército español, y característica de la campaña de Maipú.
A partir del año 1818 y 1819 debido al agotamiento y escasez por la prolongación de la guerra proliferan en el ejército real los vestuarios de chaquetones y chaquetas de color gris plomo y pardo sin solapas, mucho más baratos que el teñido de azul. También se recortaron los faldones de los chaquetones y se generalizó la chaquetilla corta. Algunas unidades como los voluntarios de Chiloé llevaron uniforme verde de cazadores.
Desde 1821 las cortes liberales fijaron reglamentos con uniformidad azul, pantalón gris de invierno y blanco de verano y las unidades ligeras en verde oscuro y pantalón gris. Esto solo se consiguió desde el año 1823 y 1824 debido a las carencias de los años finales de la guerra.
El distintivo español y realista más socorrido era la escarapela roja, la que lucían los soldados en el chakó o en el bicornio. En el ejército la presilla de sujeción de la cucarda roja iba a juego con el color de los botones de la casaca de la unidad militar en cuestión, luego las presillas de la cucarda podían ser blancas o amarillas. Las corbatas de la moharra (cintas) de las banderas del ejército español de la época también eran rojas.

### Armamento, táctica y sanidad
Las magnitudes de los llamados ejércitos regulares enfrentados en las guerras hispanoamericanas no superaban las agrupaciones militares de entidad de División de las Guerras Napoleónicas durante la Guerra de Independencia española. La estrategia estaba fuertemente influida por la lealtad y la geografía de las provincias americanas. Y la operatividad de las unidades dependía según la concepción de hacer una guerra regular o irregular.

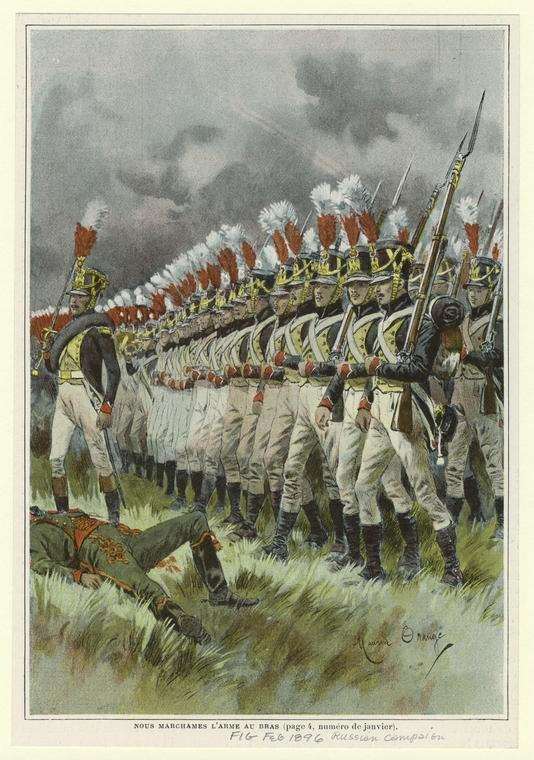
Infantería en orden cerrado: en línea o batalla.

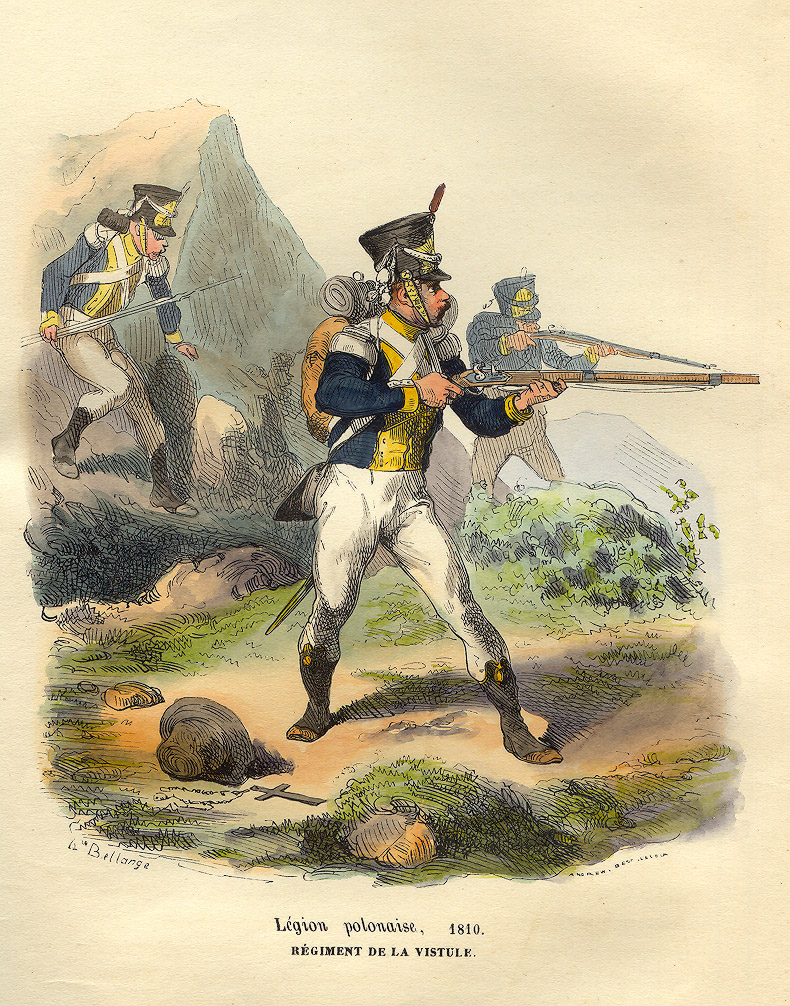
Infantería en orden abierto: en guerrilla.

Durante las batallas, la táctica de las formaciones regulares venía determinada por las armas blancas y las limitaciones de las armas de fuego napoleónicas (principalmente mosquetes) que podían ser de montaje local o producción importada. La infantería empleaba las clásicas formaciones en orden cerrado, una llamada en línea o batalla, formada por dos o tres líneas (escalones) de fusileros que descargaban simultáneamente por escalones, o las muy instruidas por secciones de cada una de los tres líneas, aunque todas finalmente terminaban con una carga de bayonetas. La otra formación cerrada, en cuadro, se tomaba únicamente como medida defensiva urgente frente a las cargas de caballería. La formación en orden abierto, llamada guerrilla, no se refiere a los guerrilleros, sino a la formación de combate de unidades de élite como voltígeros, tiradores o cazadores que se desplegaban para tirar a discreción, especialmente en terrenos boscosos o de montaña. La caballería tenía una misión fundamental de choque o persecución, y su uso en la exploración era menos sistemático. La artillería de la época, de tiro directo, era ineficaz en selvas o terrenos montañosos. Finalmente en estas grandes concentraciones humanas, las bajas por enfermedades y falta de alimento, especialmente durante los asedios, eran una preocupación constante en el mando.

### Guerrillas realistas
Primero se debe distinguir entre las guarniciones atrincheradas en fortalezas (a veces con una considerable población civil dentro) y provincias donde la mayoría de la población era realista. En la primera categoría entran Montevideo, Valdivia, Cumaná, Cartagena de Indias o Callao. En la segunda están Coro, Chiloé, La Frontera, Pasto, La Guajira y Huanta.
Las guerrillas fueron agrupaciones organizadas de forma «permanente» para la guerra irregular. Al contrario, las «montoneras» se reunían «espontáneamente» que tras el final del alzamiento abandonaban la lucha. Respecto de las guerrillas, primero están las que se componen de habitantes autóctonos del área donde actúan. Muy numerosas y formadas principalmente por campesinos indígenas cuyas poblaciones integradas dentro de los territorios virreinales, como los pastusos de Nueva Granada, o que estaban en la periferia imperial, como los casos de los araucanos en La Frontera y los wayús en La Guajira. En segundo lugar estaban algunas formaciones guerrilleras cuyo origen eran agrupaciones militares realistas vencidas que se dispersaron.
Todas las guerrillas monárquicas se ubicaron en América del Sur. No surgieron donde el ejército regular se impuso en el territorio, como en América del Norte; debido al carácter social de la revolución de Hidalgo y Morelos, la insurgencia mexicana era reprimida por las tropas de línea realistas. Tampoco se formaron en el Alto Perú, Jujuy o Salta, donde los regulares monárquicos combatían a las guerrillas separatistas. Lo mismo sucedió donde se perdió el control al comienzo del proceso de emancipación, como Córdoba, Buenos Aires, Paraguay y la Banda Oriental.
En la región de San Juan de Pasto y Patía, tras la capitulación de la guarnición de línea del coronel Basilio Modesto García en octubre de 1822. Con él se sometió la aristocracia criolla, pero el fidelismo a la monarquía llevó al campesinado indígena local a alzarse en armas dos veces entre ese año y 1824 bajo el caudillaje de Agustín Agualongo, Benito Remigio Boves y Estanislao Merchán Cano. En cifras de la época, los revolucionarios les estimaban en 4000 combatientes, pero probablemente no pasaran de la mitad. Su valor estratégico yacía en que era paso obligado en el camino por tierra de Bogotá a Quito. Las últimas guerrillas desaparecieron en 1826.
En la costa caribeña, entre La Guajira y la Ciénaga Grande, después de su sometimiento a finales de 1820, nacieron pequeñas partidas que permanecieron activas hasta noviembre del año siguiente. El movimiento se reactivó en octubre de 1822, tras la llegada de las tropas de Morales a la vecina Maracaibo. Lo comandaban indígenas como Jacinto Bustamante y Miguel Gómez o el español Francisco Labarcés. En enero de 1823 alcanzó su cenit, cuando consiguieron apoderarse de Santa Marta. Aunque algunos hablan de 3000 a 4000 indios combatiendo en partidas dispersas por toda la región, probablemente no fueron más de 500. Los habitantes de la región jamás movilizaron más de 2000 combatientes en sus milicias y la mayoría murieron en los años previos de guerra. La respuesta colombiana fue rápida y para marzo estaban derrotados.
En el Perú, las partidas irregulares de Ica, Huamanga y Huancavelica nacieron con el repliegue del ejército de La Serna a su bastión del Cuzco. Dos años después, en 1823, las victorias monárquicas dieron tan prestigio a sus armas que se les sumaron los habitantes de Tarma, Huancavelica, Acobamba, Palcamayo, Chupaca, Sicaya y otras ciudades y villas de la sierra central. El virrey intervino en la organización de sus milicias, sirviendo como contraguerrillas contra sus pares independentistas, informantes de movimientos enemigos y cubriendo las bajas por la larga guerra. Después de la capitulación de Ayacucho, estalló la Rebelión de Iquicha, que afecto el partido de Huanta, en la intendencia de Huamanga, entre 1825 y 1828. Su fracaso en tomar grandes centros urbanos le impidió pasar de una revuelta campesina regional. Aunque algunos elevan a sus fuerzas a 4000 comuneros y 400 soldados, probablemente fueran 2000 a 3000 indios. Su principal líder era Antonio Huachaca, veterano del sometimiento de Cuzco y que había alcanzado a ser brigadier. El final del período de anarquía política peruana de 1823-1827 permitió al Estado concentrarse en sofocar la insurrección definitivamente.
En Venezuela, tras la proclamación de la independencia, se alzaron guerrillas en Siquisique bajo el mando de Juan de los Reyes Vargas, en 1812. Éstas sumaron más de 1000 indios caquetíos y mestizos. Su guerrilla apoyo la campaña de Monteverde. Reyes Vargas se convirtió en el caudillo indiscutido de la región centro-oeste del país y se dedicó a decapitar a los rebeldes en la zona, alrededor de Barquisimeto y con apoyo del gobernador de Coro, brigadier José Ceballos. En 1820 Reyes Vargas se cambió al bando independentista. Reducidos por el hambre, la peste y la guerra, los caquetíos no participaron de la guerra después de 1821 y tras la guerra desaparecieron como pueblo. Después de su derrota en Carabobo, los monárquicos sobrevivientes se refugiaron en Puerto Cabello y liderados por el mariscal Morales continuaron la lucha. La mayoría no eran soldados españoles de la expedición de Morillo, sino milicianos locales. Al capitular en Maracaibo, en agosto de 1823, Morales tenía con él más de 3000 combatientes. Después de la caída de Puerto Cabello en noviembre, guerrillas continuaron activas en los valles del Tuy, Aragua y Tamanaco al mando de los sanguinarios coroneles José Dionisio Cisneros, Juan Celestino Centeno y Doroteo Herrera. Diarios españoles de la época maximizaban el número de sus seguidores, hablando de 2000 blancos y otro tanto de pardos, en realidad eran muchísimos menos. Entre 1827 y 1829 el coronel José Arizábalo trajo refuerzos para preparar una base de apoyo en caso de llegar una expedición a Venezuela, que por entonces estaba al borde de una guerra civil entre centralistas de Bolívar, federalistas de Páez y remanentes monárquicos. Cisneros continuó combatiendo a pesar de la captura y deportación de Arizábalo y la capitulación de Herrera y Centeno en agosto de 1829. Al final se rindió ante Páez, en noviembre de 1831.
En los Llanos, desde 1812 surgieron pequeñas partidas al mando de Eusebio Antoñanzas y Antonio Zuazola que contribuyeron en la caída de la Primera República. Después de la Campaña Admirable volvieron a surgir con mayor virulencia, en Apure y Barinas bajo la dirección de José Antonio Yáñez y Sebastián de la Calzada, movilizando hasta 3000 jinetes; pero el movimiento más importante nació alrededor de Calabozo, una guerrilla que pasó a formar un ejército semiregular dirigido por José Tomás Boves y Francisco Tomás Morales, que se apoderó de la cuenca del Orinoco y acabó con la Segunda República con poca ayuda de otros realistas venezolanos y antes de la llegada de la expedición de Morillo. Su horda sumaba entre tres y cinco mil infantes y cuatro a cinco mil jinetes. Según algunos autores, estas huestes no eran «ejércitos propiamente realistas» sino grupos de milicianos que defendían su autonomía e intereses al mando de un caudillo siempre predispuestos a cambiar de mando. Cuando Morillo les desmovilizó consideraron que su autonomía y la posibilidad de seguir saqueando se cerraban y muchos llaneros cambiaron de bando, algo decisivo para el curso de la conflagración.
En Chiloé no se presentaron guerrillas, pero la mayoría de la población fue fielmente realista y capaz hacerle frente al gobierno revolucionario de Santiago con escasos recursos. El gobernador, brigadier Antonio de Quintanilla, resistió exitosamente gracias a la condición insular de su provincia hasta 1826, dedicándose fortificar su isla y enviar refuerzos a Perú y La Frontera y corsarios por el Pacífico Sur. Fuentes decimonónicas hablan de cinco mil combatientes bajo su mando, tres mil de ellos milicianos locales. Estimaciones más actuales minimizan a solo 2000 o 2.800 combatientes (1.300 regulares españoles y 1.300 a 1.500 milicianos criollos). Finalmente, será una expedición al mando del director supremo Ramón Freire lo que supondrá su derrota final.
En La Frontera, el comandante en jefe Vicente Benavides, los coroneles Juan Manuel Picó y Miguel de Senosiaín, el sacerdote Juan Antonio Ferrebú y los cabecillas Vicente Bocardo, José María Zapata y los hermanos Pincheira fundaron poderosas guerrillas en alianza con las tribus wenteches (arribanos), pehuenches y vorogas en lo que se llamaría guerra a muerte. En su momento de mayor fuerza, en 1820, dominaban todo el campo de la intendencia de Concepción. Las partidas fueron unificadas por Benavides hasta formar un «ejército semiregular» de 1.800 regulares, más de 3000 milicianos y al menos 2000 indios aliados. Para 1824 casi todos estaban muertos, Senosiaín y Bocardo, que se rindieron. Poco después se sometieron los caciques indígenas Juan Francisco Mariluán y Juan Mangin Hueno (arribanos) y murió Martín Toriano (pehuenche); los vorogas habían huido el año anterior a la Pampa. En 1825 se hablaba de 10 000 guerrilleros, muchos de ellos aportados por los araucanos (durante un parlamento en Concepción, en octubre de 1811, muchos de los caciques mapuches se comprometieron a defender a las autoridades monárquicas, llegando a ofrecer hasta 6000 lanzas si era necesario). Para ese año los jefes y soldados realistas sobrevivientes, que se encontraban refugiados junto a los araucanos, habían dejado de ser consideradas tropas que peleaban por la causa del rey para ser tildados de bandoleros armados.

## Campañas Militares
Campañas militares de la Independencia Hispanoamericana

## Extinción del movimiento y capitulación de sus fuerzas

### Gran Expedición de Ultramar
La desarticulación de los realistas puede fecharse el 1 de enero de 1820 con la sublevación encabezada por Rafael de Riego, ocurrida en Las Cabezas de San Juan y perpetrada por el ejército destinado en apariencia a Montevideo y Buenos Aires. Era la gran expedición de Ultramar, también llamada la Gran Expedición o «"expedición grande" a Ultramar».
Después de las serias dificultades para organizar la expedición de Pablo Morillo, las condiciones eran aún peores para enviar un segundo ejército. Respecto de esta primera gran fuerza, tradicionalmente se sostiene que iba a ser enviada originalmente contra Buenos Aires pero la caída de Montevideo (única plaza fuerte de los realistas en el Río de la Plata), el caos en Venezuela, los éxitos revolucionarios en Nueva Granada y la mayor cercanía geográfica e importancia económica de estos dos últimos lugares, hicieron que el objetivo se cambiara. A estos factores se unió el optimismo producido por las victorias de Rancagua y Viluma, conseguidas por las fuerzas del virrey José Fernando de Abascal sin ayuda peninsular y que hicieron pensar que el Virreinato del Perú podría acabar con los rioplatenses rebeldes por su cuenta.
Morillo zarpó de Cádiz el 15 de febrero de 1815 y el 9 de mayo el rey Fernando VII anunció mediante decreto que la flota iba contra Caracas en lugar de Buenos Aires, se enviarían más refuerzos a Panamá y Perú próximamente y que estaba preparándose una segunda expedición contra el Río de la Plata. Esta última sumaría veinte mil infantes, mil quinientos jinetes y su artillería correspondiente. Hasta que no llegó a Puerto Santo, cerca de Carúpano, en Venezuela, el 7 de abril la expedición causó terror, especialmente en Buenos Aires. Como noticias falsas y rumores iban y venían se llegó a creer que iba hacia Perú y Chile.
Desde mediados de 1816 se empezó a organizar la segunda fuerza bajo la dirección del ministro de Marina, José Vázquez de Figueroa, pero el proyecto languidece. El 2 de noviembre de 1816 el brigadier Francisco Mourelle eran nombrado comandante general de las fuerzas navales de la expedición. Transcurridos dos años desde la expedición de Morillo, los malos resultados de la guerra habían cambiado la opinión del gobierno, y el Consejo de Indias, el 9 de noviembre de 1816, sobre el destino de la brillante y costosa expedición de Morillo, reconoció que enviarla a Venezuela (Montevideo se mantuvo como una farsa), en vez de reforzar México como punto más importante, ya que los ingresos mexicanos representaban el noventa por cien del total de los caudales americanos al final del periodo virreinal, fue un error que cambió el curso de la guerra:

Parecía puesto en buen juicio que habiendo insurrección en ambas Americas y en territorios bastantemente apartados quando la Metropoli no puede atender asi misma, se contragesen todos los esfuerzos posibles al punto mas interesante y de un exito menos difícil que era la Nueva España. Con un Virrey de calidades á proposito, con oficiales diligentemente buscados, y con poca fuerza de tierra y de mar se habría pacificado en corto tiempo, y bien sostenido allí el orden publico, el gobierno ganaba un credito grande, el exemplo imponía en todas partes á los perturbadores, y el Reyno de Mexico, que de suyo es poderoso, era un apoyo para acudir á otros puntos. Lejos de esto se proyectó una expedición para el Rio de la Plata, que por su magnitud no pudo salir á tiempo, y cambiado el obgeto se dirigió á Venezuela. AGI, Estado 88.

En 1817 sólo se destinan algunos refuerzos a Perú y Chile que partieron al año siguiente en barcos rusos. Su compra fue polémica porque entre la camarilla real que los compró no hubo oficiales de la Real Armada Española que verificaran las condiciones, estas eran precarias. Los navíos fueron catalogados de anticuados, ineficientes y en malas condiciones sanitarias y de navegación; algunos volvieron haciendo aguas a Cádiz, otros se hundieron y esto provocó un motín en uno, que fue a entregarse a Buenos Aires, proporcionando información clave para la captura del resto.
El proyecto de una gran expedición renació al llegar a Madrid las noticias del desastre que significó la batalla de Maipú. Primero, era imposible recuperar el Río de la Playta sólo con tropas peruanas. Segundo, había quedado desguarnecido la costa del Pacífico hasta México. Tercero, el virreinato peruano estaba en peligro y el rey hizo reunir de urgencia a su consejo privado, uno de sus miembros, Joaquín Gómez de Liaño, expuso la idea de enviar al menos 16.000 hombres a Buenos Aires. Sin embargo, la falta de recursos y las complicaciones causadas por la invasión luso-brasileña de la Banda Oriental (los portugueses podían terminar enfrentándose a la expedición) hicieron dar prioridad a los envíos de refuerzos a La Habana y Nueva España y naves de guerra a Lima, La Habana, Veracruz y Venezuela. Otro factor fue la presión de grupos de influencia para los que el Río de la Plata era una región marginal de la monarquía y se debía priorizar en defender el comercio con Nueva España y el Caribe. Finalmente, España comprendió tras el Congreso de Aquisgrán que no tendría el apoyo de las demás potencias europeas para mantener su imperio, de hecho, estos estaban más interesados en verlo colapsar.
La Gran Expedición fue organizada por el antiguo virrey novohispano y capitán general de Andalucía, Félix María Calleja del Rey. Sus fuerzas terrestres sumaban 20.200 infantes, 2.800 jinetes y 1.370 artilleros con 94 piezas de campaña, otras de menor calibre y abundante parque a finales de 1819 en Cádiz y la isla San Fernando pero poco después estallaba una epidemia de vómito negro. Había catorce escuadrones de caballería. El comandante de la expedición y del ejército era el Enrique José O'Donnell, conde de La Bisbal y español descendiente de irlandeses, quien era apodado «virrey del Río de la Plata». Algunas fuentes sostienen que O'Donnell había sido relevado por Calleja. Las fuerzas navales, al mando de Francisco Mourelle, que debían escoltar a los transportes eran cuatro navíos de línea, tres a seis fragatas, cuatro a diez bergantines, dos corbetas, cuatro bergantines goleta, dos goletas y treinta cañoneras. La tripulación se componía de 6000 marinos. El total de hombres se discute pero se habla de 14 000, 20 000, 22 000, o 25 000.
Factores claves en el fracaso de la expedición fueron la falta de compromiso de los liberales en la reconquista de las provincias de ultramar y la actividad de los agentes enviados por el gobierno argentino. Destacan en esto las acciones de Tomás Antonio Lezica y Andrés Arguibel en Cádiz desde 1818 y la amplia información que llegaba a Buenos Aires. Enterado de la venida de la expedición a finales de 1818 el gobierno central argentino intento negociar la paz con el federal José Gervasio Artigas, pidió auxilio a José de San Martín y reclutó mil quinientos hombres en Córdoba como refuerzos. Estos últimos fueron fueron los únicos movilizados de los ocho a diez mil que esperaba reunir el Directorio porteño.
Unos historiadores afirman que el plan expedicionario era desembarcar cerca de Montevideo y apoderarse de la ciudad, donde probablemente aún hubiera un fuerte apoyo a la causa realista (a pesar de que los prisioneros hechos por los republicanos tras su capitulación fueron trasladados a distintas zonas del Virreinato). Así contarían con una base estable en el Río de la Plata desde donde iniciar operaciones y conseguir el apoyo de realistas locales. Posteriormente una tropa se dirigiría contra Buenos Aires. Una vez pacificado el Río de la Plata la Gran Expedición avanzaría hacia Chile para luego auxiliar al Perú, que se hallaba asediado al norte por Bolívar y al sur por San Martín. La amenaza de la llegada de esta tropa realista había sido uno de los motivos de que San Martín desembarcara en el Perú en septiembre de 1820 y no durante 1819, a pesar de que podía materialmente hablando. El plan es muy similar al del virrey José Fernando de Abascal, quien en sus Memorias se lamentaba que la expedición de Morillo había sido enviada a Venezuela y Nueva Granada, en lugar del Río de la Plata. Según él, fue un error enviar tal fuerza a un lugar de clima tropical y pantanos a los que no estaban habituados los peninsulares, donde los europeos pronto fueron diezmados por la malaria, fiebre amarilla y el resto de enfermedades tropicales. De haber seguido el plan original hubieran ido a una región con un clima similar al propio, apoyadas por ofensivas desde Charcas y Chile. Después hubieran ido por mar hacia Quito, para penetrar desde el sur en los altiplanos de Bogotá y finalmente acabar en las tierras tropicales de Cartagena y Venezuela.
Otros afirman que la Grande Expedición iba dirigida esta vez sobre México, asegurando lo más valioso de la monarquía, señalando el Río de la Plata como otro montaje para el engaño, tal como pasó con la Expedición de Morillo a Venezuela.

Fernando VII vuelve al tema antiguo de subyugarnos, y prepara una grande expedición que llama "de Buenos Aires"; tal fue la voz que esparció, é hizo creer aun á los mismos argentinos preparándolos para su defensa; pero en realidad era para el reino de México. Su camarilla secreta le había representado que siendo esta parte lo mas precioso de la monarquía por sus riquezas, población y mayor proximidad á España, debería asegurarla á toda costa, dejando al tiempo que aferrada esta presa por medio de ella, misma se asegurasen las demás posesiones de ambas Américas. Persuadido de esta verdad Fernando confió la expedición á Calleja honrándolo antes con el título de conde de Calderon, como la persona, mas á propósito para realizar la empresa por sus conocimientos de este país.

### Trienio liberal
La rebelión del ejército acaudillada por Rafael de Riego condujo España al llamado Trienio liberal y América a la consolidación de las independencias. El alzamiento militar tuvo como doble objetivo el restablecimiento de la constitución de 1812 y evitar la llegada de la Grande Expedición al continente americano. El golpe fue articulado por las sociedades secretas o logias masónicas y los agentes independentistas americanos y fue promovido fundamentalmente por liberales gaditanos llamados veinteañistas o exaltados.  El rey, sin apoyo militar, tuvo que renunciar a su absolutismo despótico y quedar bajo el poder de la antigua constitución y de las nuevas Cortes liberales. El nuevo gobierno español constitucional, sin embargo, no resuelve llegar a un acuerdo de paz, aunque interrumpe unilateralmente las operaciones militares en apoyo de los realistas en América, generando el abatimiento y desafección de los que permanecían leales a España. La ausencia de la expedición y de nuevos refuerzos en un momento tan decisivo garantizó la independencia de América. José de La Serna previó la caída del virreinato peruano.
Así en Nueva Granada y Venezuela, en diciembre de 1820 fue concedido el retorno a España del experimentado militar liberal Pablo Morillo, solicitado en 16 ocasiones anteriormente, abandonando el mando del ejército expedicionario de Costa firme. También se puede objetivar la descomposición de las fuerzas del ejército en Costa Firme por las nóminas de la secretaría real del estado mayor y las listas de desertores. Al margen del cuerpo expedicionario, que siguió siendo el más operativo y cohesionado, y que duplicaba su número con tropas americanas como antes, se distingue que hubo una deserción masiva de tropas del país desde principios de 1821, por lo que en consecuencia se disolvieron sin combatir batallones americanos al completo que abiertamente arrojan las armas: Clarines, Barinas, La Reina y Cumaná.
| Unidades americanas. Composición del ejército expedicionario de Costa firme, febrero de 1821 | Infantería | Caballería | Total |
| -------------------------------------------------------------------------------------------- | ---------- | ---------- | ----- |
| Blancos del país                                                                             | 633        | 210        | 843   |
| Castas (mestizos y morenos)                                                                  | 3169       | 2209       | 5378  |
| Nativos indios                                                                               | 935        | 45         | 980   |

El problema era más acuciante en los criollos de origen europeo: solo durante aquel mes de abril de 1821 abandonaron las armas 230 soldados, y en los listados de desertores de esas fechas, con nombre y apellido y unidad perteneciente, de 1.600 americanos quedaron solamente seis. El abandono del combate alcanzó al mismo despliegue de unidades en el campo de Batalla de Carabobo, y así la caballería de milicias americana que agrupaba 1.372 Llaneros en el regimiento llamado Lanceros del rey, desertó en su totalidad sin combatir. La resistencia española en Venezuela terminó en la fortaleza de Puerto Cabello en noviembre de 1823. La desarticulación del ejército realista desde finales del año 1820 no afectó únicamente a las unidades combatientes de Nueva Granada y Venezuela. En todos los frentes de lucha se producían sucesos similares.
La desarticulación de los realistas no se puede achacar a una sola causa, pero en Nueva España destacan las que originaron el abandono novohispano de las filas realistas, ya que al tratarse de un territorio pacificado casi en su totalidad, fue el más drástico y notable. Las luchas de absolutistas y liberales que polarizaban España, también dividieron en América a los defensores de la monarquía española. Los militares españoles, en su mayoría partidarios de la monarquía constitucional, fueron abandonados a su vez por los caudillos criollos, quienes renunciaban a la defensa de la monarquía española por su oposición al Trienio liberal. De esta forma los criollos realistas de Nueva España, a pesar de haber reducido a los insurgentes, resolvieron atraer a los insurrectos, y negociar con ellos en 1821 la independencia del Imperio Mexicano con el Plan de Iguala y el pacto trigarante. La inestabilidad del gobierno virreinal novohispano dio lugar a que la oficialidad y las tropas europeas se reembarcasen en Veracruz permaneciendo sólo en el bastión de San Juan de Ulúa.

### Restauración absolutista

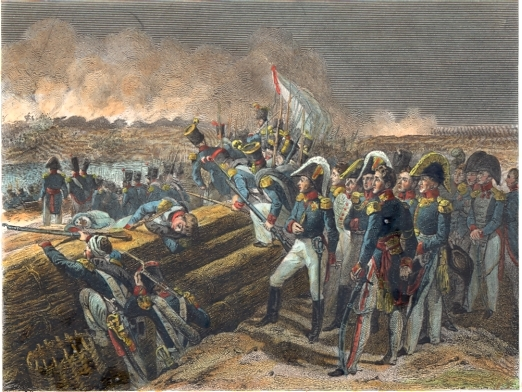
El ejército restaurador francés pone fin al Trienio Liberal español el 31 de agosto de 1823 en la Batalla de Trocadero (Cádiz).

La situación de España dio otro vuelco más en el año 1823, cuando los partidarios españoles del absolutismo recurrieron a las potencias europeas triunfadoras de Napoleón, la llamada Santa Alianza, y obtuvieron el auxilio de un ejército de 132 000 franceses para invadir España y reprimir el Trienio liberal, suprimir la Constitución española y restaurar a Fernando VII en el gobierno absoluto de España. El 1 de octubre de 1823, Fernando VII, ya reinstaurado en el gobierno, decretó la abolición de todo lo aprobado durante el Trienio liberal; lo que también incluía los nombramientos de jefes militares que comandaban ejércitos en América, y que desató una ola de insubordinación y nuevas insurrecciones, que como la de Pedro Antonio Olañeta y su rebelión, obstaculizaron y dividieron a los últimos defensores de la monarquía española.
Rafael del Riego, caudillo de los sublevados de Cádiz, murió ahorcado el 7 de noviembre de 1823, y los propulsores del movimiento liberal fueron ajusticiados, marginados o exiliados de España. El ejército de la Santa Alianza permaneció ocupando España varios años más hasta 1830 en la llamada década Ominosa para sostener la monarquía absoluta de Fernando VII que reprimió a los caudillos liberales, como Juan Martín Díez "el Empecinado". Definitivamente ya no se formó ninguna expedición en España, y el colapso en América ya era irreversible. Los jefes realistas supervivientes y sus ejércitos, relegados por el desgobierno de España, y fracturados ellos mismos por las discordias de liberales y absolutistas, capitularon finalmente tras la batalla de Ayacucho, aunque todavía se sostuvieron contra todo pronóstico en el archipiélago de Chiloé y la Fortaleza del Real Felipe de El Callao, hasta finalizar su resistencia en enero del año 1826, quedando bajo soberanía de España sólo las islas de Cuba y Puerto Rico en América.

## Operaciones navales y últimos reductos

Bandera militar de la flota y de fortalezas navales españolas.

En el año 1800 la flota española estaba formada por más de 50 navíos de guerra más otros 50 barcos entre fragatas y embarcaciones menores. Se trataba de una armada cuya estrategia y táctica era fundamentalmente defensiva del imperio marítimo (al contrario que la británica). Pero obligada por Godoy a buscar el combate junto a la flota francesa al servicio de Napoleón. Sin embargo la mayor parte de la flota española pudo sobrevivir a la Batalla de Trafalgar, donde sólo siete de los barcos hundidos fueron españoles, pero posteriormente la invasión de España por Napoleón Bonaparte llevó a la paralización completa en los astilleros españoles de toda la actividad de reparación o construcción naval, y en consecuencia los más de 40 navíos y fragatas de la flota refugiados en los puertos españoles se arruinaron totalmente por falta de mantenimiento, y desguazados, cuyas piezas artillería y armamento se empleaban por el ejército español contra los franceses.
Las flotas de aquella época se componían de:
- Barcos mayores, de tres mástiles, en primer lugar los navíos que tenían de dos o tres baterías de cañones en sus costados y las fragatas con una o dos baterías de artillería y hasta 60 cañones.
- Barcos menores estaba conformado por las corbetas (teóricamente de menos de 16 cañones), bergantines, goletas y pailebotes, con menos de ocho cañones. A esto se sumaban las embarcaciones más pequeñas costeras y fluviales (fuerzas sutiles) denominadas como balandras, faluchos, flecheras y bongos de un solo cañón.

Durante los seis años que se prolongó la Guerra de la Independencia contra los franceses, los buques de la Armada española quedaron en gran parte desarmados, canibalizados o en estado de abandono en sus arsenales, mientras sus tripulaciones y oficiales combatían en tierra firme por toda la Península. Los navíos españoles que pudieron hacerse a la mar entre 1808 y 1810 fueron el San Leandro, San Ramón (que naugrafó en 1810), San Julián, San Pedro y Asia, lo mismo que otros buques irían desarmados con destino a los puertos americanos de Veracruz y Callao vitales para transportar caudales hispanoamericanos para sostener la guerra contra los franceses.  
Al lograrse la victoria en 1814, el deterioro del poder naval español era evidente: de los 42 navíos de línea que integraban la flota en 1808, solo quedaban 16, y apenas cuatro de ellos se encontraban en condiciones de navegar. 
De la antigua flota española, para el momento final de la Guerra de Independencia española, en el año 1814, únicamente restaban cinco navíos y diez fragatas en condiciones de navegar y combatir. El San Pedro de Alcántara se hundió en 1815 en costa firme tras estallar el arsenal del buque. El resto de navíos de combate no pudo continuar con su vida marítima, quedando para siempre en dique, con falta de Carena, desguazados, incluso vendidos como chatarra. Por otro lado el abandono de la marinería, trabajadores de los astilleros, era completo sin paga, en la ruina. Muchos oficiales quedaron incorporados al ejército de tierra.
En 1818, incluida la controvertida compra de buques hecha a Rusia, se contaba con un navío y diez fragatas, de las que cuatro estaban fuera de uso. Para el año 1822 el número de fragatas se había reducido ya a ocho. El ministro de marina Juan Jabat en su memoria a las Cortes de 1820 señala que "solo cuatro -navíos- se hallan armados, uno para reunirse con la división holandesa en el Mediterráneo", el primero era el navío Guerrero que tras sublevarse la expedición al Río de la Plata de 1819 se mandó en otra misión para acompañar a la fragata Diana contra los corsarios berberiscos, el segundo "cuya suerte se ignora está destinado a el Callao" se trataba del navío San Telmo que naufragó en la Antártida en 1819, al intentar cruzar el Cabo de Hornos,  "y los dos restantes para emplearlos en atenciones en Ultramar". Se refería a los navíos Numancia, ex ruso que nunca llegó a navegar, y por último el Asia, que junto al bergantín Aquiles, salió de Cádiz en 1824 en misiones para sostener los realistas en las costas del Pacífico, y que tras la capitulación de Ayacucho recibió la orden de retirarse de las costas americanas y dirigirse a Filipinas, donde su tripulación se sublevó y entregó el buque a las autoridades mexicanas.

### Defensa de Cuba y última expedición de reconquista a México (1825–1829)
Tras la pérdida de la fortaleza de San Juan de Ulúa en Veracruz en 1825, España consolidó su presencia naval en el Caribe mediante el refuerzo de la guarnición y la flotilla estacionadas en Cuba. Bajo el mando del capitán de navío Ángel Laborde, la escuadra cubana sostuvo una eficaz campaña naval contra los corsarios al servicio de las nuevas repúblicas de México y Colombia, logrando contener sus intentos de invasión sobre la isla. Entre sus principales acciones destacó la batalla de Mariel (1828), en la que Laborde logró capturar o destruir varias embarcaciones mexicanas, debilitando la capacidad naval de los insurgentes en la región.
Esta superioridad naval permitió a España organizar desde La Habana la última expedición militar destinada a reconquistar el virreinato perdido. En 1829, el brigadier Isidro Barradas dirigió una expedición compuesta por 3.586 soldados con el objetivo de restaurar la autoridad de Fernando VII en Nueva España, alentado por informes erróneos sobre un supuesto apoyo popular a la causa realista. Con el respaldo de la escuadra de Laborde, la expedición zarpó desde Cuba y desembarcó en Cabo Rojo el 27 de julio, dirigiéndose hacia Tampico tras cruzar el río Pánuco.
Sin embargo, la esperada insurrección favorable a los españoles nunca se produjo. Las fuerzas de Barradas se atrincheraron en los alrededores de Tampico, donde fueron sitiadas por el ejército mexicano bajo el mando de Antonio López de Santa Anna. A lo largo del asedio, las tropas realistas resistieron once asaltos a bayoneta, destacando el Combate del Fortín de La Barra. Finalmente, Barradas solicitó la apertura de negociaciones y firmó la capitulación el 11 de septiembre de 1829, poniendo fin al último intento formal de reconquista del antiguo virreinato. La expedición fue reembarcada y evacuada 47 días después de su llegada a tierras mexicanas.

## Fin de la Guerra
Tras apoyar la restauración en España del gobierno absolutista de Fernando VII en 1823, a través de la intervención francesa al mando de Luis Antonio de Francia, los gobiernos de Inglaterra y Francia reflejan también en el mismo año 1823, en el Memorándum Polignac, su acuerdo de no intervenir en América en ayuda del rey español. El gobierno español sin embargo transmite a los ministros de exteriores su decisión de mantener la guerra porque «El Rey no consentirá jamás en reconocer los nuevos estados de la América española y no dejará de emplear la fuerza de las armas contra sus súbditos rebeldes de aquella parte del Mundo».
En 1828 se produce el último levantamiento realista en América protagonizado por el Brigadier Francisco Javier de Aguilera, quien ocupó la ciudad de Vallegrande, hoy Departamento de Santa Cruz, declarándose «General en Jefe del Ejército Real» y restaurando la monarquía allí por algunos días. Fue vencido al poco tiempo por el prefecto de Santa Cruz, coronel Anselmo Rivas, quien luego de recibir este la noticia de esa insurrección marchó sobre Vallegrande con todo su batallón, de 222 plazas.
La expedición de Barradas de 1829 será el último esfuerzo militar de España en suelo continental contra la independencia hispanoamericana. En el año 1830 Fernando VII de Borbón pierde toda posibilidad de ayuda de parte de absolutismo francés con la caída del gobierno borbónico en Francia y el ascenso al trono francés del constitucional Luis Felipe. Se da orden a la armada española de defender únicamente el comercio de Cuba y Puerto Rico. Finalmente todos los planes españoles de reconquista de América cesan con el fallecimiento del monarca Fernando VII el 29 de septiembre de 1833, momento en que se pone punto final en España a toda operación militar contra la independencia de los estados hispanoamericanos.
Más allá de la capitulación de los ejércitos regulares, los guerrilleros realistas, propios de cada país, todavía siguieron combatiendo durante varios años más.